# Serie armónica (matemática)
Se llama serie armónica  (en matemáticas) a aquella  que suma  los inversos multiplicativos de los enteros positivos,   denotándola con  la siguiente serie infinita:
| {\displaystyle \sum _{k=1}^{\infty }{\frac {1}{k}}=1+{\frac {1}{2}}+{\frac {1}{3}}+{\frac {1}{4}}+{\frac {1}{5}}+{\frac {1}{6}}+{\frac {1}{7}}\cdots } |

Se llama así porque la longitud de onda de los sucesivos armónicos de una cuerda que vibra es proporcional a la longitud de onda del modo de oscilación fundamental a través de los factores de proporcionalidad dados por los correspondientes términos de la serie: 1, 1/2, 1/3, 1/4, 1/5, 1/6, 1/7... El primer término representa por tanto al modo fundamental.

## Propiedades

### Divergencia de la serie armónica
La serie armónica es divergente, aunque diverge lentamente (los primeros 1043 términos de la serie suman menos que 100). Esto se puede demostrar haciendo ver que la agrupación de los términos de la serie armónica:
{\displaystyle \sum _{k=1}^{\infty }{\frac {1}{k}}=1+{\frac {1}{2}}+\left[{\frac {1}{3}}+{\frac {1}{4}}\right]+\left[{\frac {1}{5}}+{\frac {1}{6}}+{\frac {1}{7}}+{\frac {1}{8}}\right]+\cdots }
son mayores, que esta otra serie:
{\displaystyle \sum _{k=1}^{\infty }2^{-\lceil \log _{2}k\rceil }\!=1+{\frac {1}{2}}+\left[{\frac {1}{4}}+{\frac {1}{4}}\right]+\left[{\frac {1}{8}}+{\frac {1}{8}}+{\frac {1}{8}}+{\frac {1}{8}}\right]+\cdots }
{\displaystyle =1+{\frac {1}{2}}\ +\quad {\frac {1}{2}}\quad +\qquad \quad \quad {\frac {1}{2}}\qquad \quad +\quad \cdots }
que está claro que diverge y por consecuencia la serie armónica también diverge. Esta prueba fue dada por Nicolás Oresme en (1350) y fue un gran paso para las matemáticas medievales en particular
Prueba de por qué diverge
Se tiene la desigualdad {\displaystyle {\frac {1}{n}}>\log {\frac {n+1}{n}}}, n es número entero positivo.
Entonces 
{\displaystyle 1>\log {\frac {2}{1}}}
{\displaystyle {\frac {1}{2}}>\log {\frac {3}{2}}}
{\displaystyle {\frac {1}{3}}>\log {\frac {4}{3}}}
.........................
{\displaystyle {\frac {1}{n}}>\log {\frac {n+1}{n}}}
Sumando miembro a miembro: serie armónica {\displaystyle >\log {\frac {2\cdot 3\cdot 4\cdot \cdot \cdot (n+1)}{1\cdot 2\cdot 3\cdot 4\cdot \cdot \cdot n}}=\log(n+1)}
en el límite {\displaystyle \lim _{n\to \infty }(1+{\frac {1}{2}}+{\frac {1}{3}}+...+{\frac {1}{n}})\geq \lim _{n\to \infty }\log(n+1)=\infty }
Por tanto la serie armónica diverge.
Otras series, como la suma de los inversos de los números primos diverge, aunque esto ya es más difícil de demostrar (véase la demostración aquí).

### Convergencia de la serie armónica alternada
La serie armónica alternada, sin embargo, converge:
{\displaystyle \sum _{k=1}^{\infty }{\frac {(-1)^{k+1}}{k}}=1-{\frac {1}{2}}+{\frac {1}{3}}-{\frac {1}{4}}+{\frac {1}{5}}-{\frac {1}{6}}+{\frac {1}{7}}\cdots =\ln 2}
Esta es una consecuencia de la serie de Taylor del logaritmo natural.

## Serie armónica parcial

### Representación
Si definimos el n-ésimo número armónico como:
{\displaystyle H_{n}=\sum _{k=1}^{n}{\frac {1}{k}}}
entonces Hn crece aproximadamente tan rápido como el logaritmo natural de n. Esto es así porque la suma se aproxima a la integral
{\displaystyle \int _{1}^{n}{1 \over x}\,dx}
cuyo valor es log(n). 
Con más precisión, tenemos el límite:
{\displaystyle \lim _{n\to \infty }H_{n}-\log(n)=\gamma }
donde γ es la constante de Euler-Mascheroni.
Se puede demostrar que:
1. El único Hn que es entero es H1.
2. La diferencia Hm - Hn donde m>n nunca es entera.

Entre las representaciones para Hn, en las que n puede ser un número fraccionario o negativo (no entero) están:
{\displaystyle H_{n}=\int _{0}^{1}{\frac {1-x^{n}}{1-x}}\,dx}
dada por Leonhard Euler.
Y también
{\displaystyle H_{n}=\Psi (n+1)+\gamma \,\!}
donde Ψ(n+1) es la función digamma y γ es la constante de Euler-Mascheroni.

### Conexión con la hipótesis de Riemann
Jeffrey Lagarias demostró en 2001 que la hipótesis de Riemann es equivalente a la afirmación:
{\displaystyle \sigma (n)\leq H_{n}+\log(H_{n})e^{H_{n}}\qquad {\mbox{ para todo }}n\in \mathbb {N} }
donde σ(n) es la suma de los divisores positivos de n.

## Serie armónica generalizada
Las series armónicas generalizadas se definen de la siguiente forma:
{\displaystyle \sum _{n=1}^{\infty }{\frac {1}{an+b}}}
Como principal propiedad tenemos que todas estas series son divergentes.

## p-series
La p-serie (o serie de las p) es cualquiera de las series
{\displaystyle \sum _{n=1}^{\infty }{\frac {1}{n^{p}}}}
para p número real positivo. La serie es convergente si p > 1 y divergente en otro caso. Cuando p = 1, la serie es la serie armónica. Si p > 1, entonces la suma de la serie es ζ(p), es decir, la función zeta de Riemann evaluada en p.
Esto se puede utilizar para comprobar la convergencia de series.